# هانریوت اچ‌دی.۱
هانریوت اچ‌دی. ۱ (به انگلیسی: Hanriot_HD.1) یک هواگرد از نوع هواپیمای دوباله هواپیمای جنگنده ساخت شرکت Hanriot است. این هواگرد در سال ژوئن ۱۹۱۶ میلادی رسماً معرفی گردید. در مجموع، تعداد 1200 فروند از این هواگرد ساخته شده‌است.
طراح این هواگرد، Pierre Dupont بود.